# Pulau Bum Bum
Pulau Bum Bum (manchmal auch Pulau Bum Bun) ist eine zum östlichsten malaysischen Staat Sabah gehörende Insel an der Südostseite der zur Celebessee offenen Darvel Bay. Die Insel liegt im Distrikt Semporna der Tawau Division. Sie liegt etwa einen Kilometer östlich von Semporna und ist die zweitgrößte Insel der Darvel Bay. Sie ist in Teilen dicht bewaldet. Die Insel ist unregelmäßig geformt, erinnert aber insgesamt an ein auf dem Kopf stehendes, flaches Dreieck. Ihre maximale Ausdehnung in Nord-Süd-Richtung beträgt ca. 12,8 km, die in Ost-West-Richtung etwa 19,7 km. Sie erreicht vereinzelt Höhen bis zu 20 m; die Wipfelhöhe der Bewaldung wird mit 46 bis 52 m angegeben. Die Insel ist durch einen schiffbaren Kanal – den Terusan Tando Bulong –  vom Festland getrennt.

## Demografie
Auf der Insel leben 20.000 bis 30.000 Menschen in 34 Siedlungen.

### Siedlungen
Die Dörfer auf Pulau Bum Bum sind entlang der Küstenlinie verteilt:
- Kg. Manimpa
- Kg. Labuan Haji
- Kg. Gelam Gelam
- Kg. Look Button
- Kg. Seloka Empet
- Kg. Tanggal
- Kg. Samal Samal
- Kg. Terusan Manis
- Kg. Look Malalom
- Kg. Egang Egang
- Kg. Bum Bum
- Kg. Look Ibah
- Kg. Sisipan
- Kg. Nusalalong
- Kg. Kabimbangan
- Kg. Balimbang
- Kg. Terusan Tengah
- Kg. Tudun
- Kg. Pantau Pantau
- Kg. Terusan Labayan
- Kg. Terusan Look
- Kg. Terusan Baru
- Kg. Hampalan
- Kg. Hampalan Kajang
- Kg. Muslim
- Kg. Tongkalloh
- Kg. Kubang
- Kg. Gollom Gollom
- Kg. Muntai Muntai
- Kg. Labusai
- Kg. Tabunan
- Kg. Tabak Tabak
- Kg. Gusong Melanta
- Kg. Sulabayan

## Infrastruktur
Die bewohnte Insel ist mit einem Straßennetz durchzogen. Die Anbindung ans Festland erfolgt mit Fähren. Im Februar 2012 genehmigte das Finanzministerium ein Projekt im Wert von 100 Millionen Euro, mit dem eine 1,4 Kilometer lange Brücke die Insel ans Festland anbinden soll.